# برايان بول
برايان بول (بالإنجليزية: Brian Poole)‏ هو لاعب كرة قدم أمريكية أمريكي، ولد في 20 أكتوبر 1992 في برادنتون في الولايات المتحدة.

## وصلات خارجية
- برايان بول على موقع مرجع كرة القدم المحترفة.كوم (الإنجليزية)